# Marula
Marula (Sclerocarya birrea) är ett träd som växer i södra Afrika och kan bli upp till 18 meter högt.

## Användning
Marulaträdet har många olika användningsområden och har därmed genom historien spelat en viktig roll för invånare främst i Namibia, Sydafrika och Botswana. Bland annat kan barken användas som profylax för malaria och frukten är rik på C-vitamin och antioxidanter. 
Ur den stora kärnan kan en olja utvinnas som kan ätas eller användas som hudvårdsprodukt. FN:s handelsorgan Unctad menar att detta kan utgöra en framtida marknad. I Botswana har två kvinnor "börjat tillverka sylt och marmelad av frukter, sedan 2017, som annars hade förmultnat", vilket "uppges ha skapat arbetstillfällen för närmare tusen personer." Savann-träd fäller sina frukter omogna till marken, där de lättare kan ätas av många djur och förmultna.
Utöver att ätas används frukten även till att framställa likören Amarula.